# نوع لعبة فيديو
نوع لعبة الفيديو هو تصنيف يتضمن لعبة فيديو بناء على أسلوب لعبها (نوع التفاعل) بدل ميزاتها البصرية والسردية. يعرف النوع الموسيقي للعبة معينة بمجموعة من التحديات في أسلوب اللعب باعتبارها مستقلة عن سياق اللعبة أو محتوى عالمها، بخلاف الأعمال الخيالية التي يعبر عنها من خلال وسائل إعلامية أخرى مثل الأفلام والكتب. على سبيل المثال، تظل لعبة إطلاق نار لعبة إطلاق نار بغض النظر عن مكان وزمان وقوع أحداثها.
تحديد نوع لعبة معينة قابل للنقاش والتفسير الذاتي، كما هو الحال بالنسبة لجميع تصانيف الأنواع تقريبا. قد تنتمي لعبة معينة لعدة أنواع في آن واحد.

## تاريخ
في كتابه How to Master the Video Games الصادر سنة 1981، يقسم توم هيرشفيلد الألعاب المتضمنة إلى تصانيف واسعة في الفهرس: نوع سبيس إنفيدرز، نوع أسترويدز، نوع المتاهة، نوع الفعل المنعكس، وفئة متنوعة. يماثل النوعان الأولان نوعي إطلاق النار الثابت وإطلاق النار متعدد الاتجاهات مستمري الاستعمال، ونوع المتاهة هو أيضا نوع معاصر.
حاول كريس كروفورد تصنيف ألعاب الفيديو في كتابه The Art of Computer Game Design الصادر سنة 1984. ركز كروفورد في كتابه بشكل رئيسي على تجربة اللاعب والنشاطات التي يتطلبها أسلوب اللعب. ذكر في الكتاب أن «حالة تصميم ألعاب الحاسوب تتغير بسرعة. لذلك من المتوقع أن يعفو الزمان على التصنيف المقدم [في هذا الكتاب] بعد وقت قصير». مذ ذاك الحين ازدادت شهرة نوعي ألعاب المنصات وألعاب إطلاق النار ثلاثية الأبعاد من بين أنواع أخرى كانت موجودة بالكاد حينها. مع تطور إمكانيات العتاد أصبحت أنواع جديدة ممكنة، والمثال على ذلك ازدياد في ذاكرة الحاسوب، الانتقال من بعدين إلى ثلاثة أبعاد، ملحقات جديدة، قابلية اللعب عبر الشبكة، وآليات مبنية على الموقع.
توسعت صناعة ألعاب الفيديو في تسعينات القرن 20 واضمحلت إمكانية نجاة الناشرين الصغيرين والمستقلين. لذلك اكتفى مطورو الألعاب بالأنواع الشائعة التي قد يستعملها الناشرون وبائعوا التجزئة للتسويق.

## تعريف

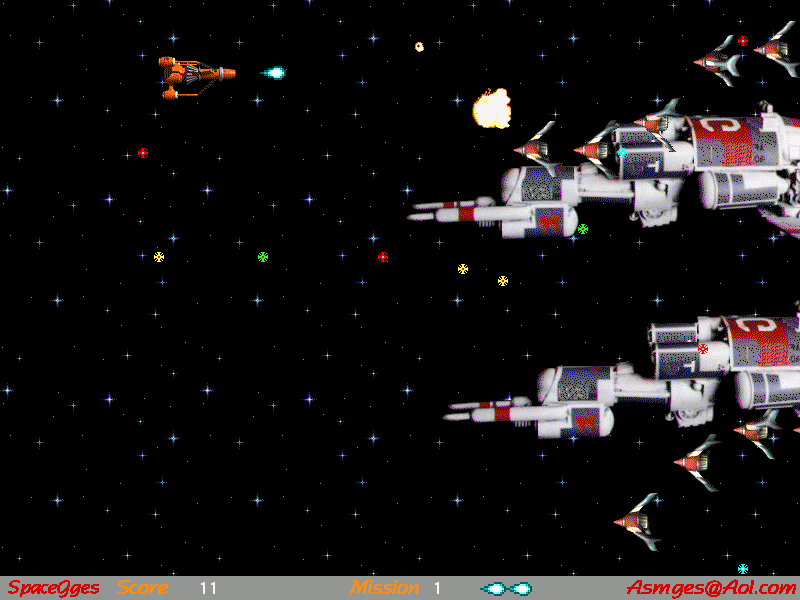
لعبة الفيديو الفضائية من نوع شوتم أب أو شوتر تمرير أفقي

تختلف أنواع ألعاب الفيديو، نظرا ل«المساهمة المباشرة والنشيطة» للاعب، عن الأنواع الأدبية وأنواع الأفلام. يمكن أن تعتبر سبيس إنفيدرز لعبة فيديو خيال علمي، لكن الكاتب مارك جي، بي. وولف قد كتب أن مثل هذه التصنيفات «تتجاهل أوجه التشابه والاختلاف الأساسية التي توجد في تجربة اللاعب للعبة». تعتبر مميزات التفاعل شائعة في كل الألعاب، بعكس الجماليات البصرية التي قد تختلف بشكل كبير بين الألعاب.
تأخد الأسماء التي تصف الأنواع بعين الاعتبار أهداف اللعبة وبطلها وحتى المنظور المتوفر للاعب. على سبيل المثال، ألعاب شوتر الشخص الأول هي الألعاب التي تلعب من منظور الشخص الأول وتتضمن عملية إطلاق النار. يعتبر «لعبة الشوتر» (لعبة إطلاق النار) اسم نوع لعبة فيديو، بينما يعتبر «شوتر الشخص الأول» و «شوتر الشخص الثالث» نوعين فرعيين شائعين من نوع إطلاق النار. تشمل أمثلة أخرى على مثل هذه اللاصقات: الوقت الحقيقي، مبنية على توالي الأدوار، منظور علوي، وتمرير جانبي.
قد تتستعمل كل من الجمهور المستهدف، الموضوع الأساسي والهدف من اللعبة كمعرفات للنوع أحيانا، كما هو الحال بالنسبة ل«الألعاب المسيحية» و «الألعاب الجادة» على حدا. لكن بما أن هذين المصطلحين لا يدلان على أي شيء متعلق بأسلوب لعب لعبة معينة، فلا يعتبران نوعين.

## تطبيق
تختلف دقة أنواع ألعاب الفيديو، بحيث استخدم مراجعوا ألعاب فيديو شعبيون أسماء أنواع تختلف من «أكشن» إلى «كرة القاعدة». في هذا التطبيق تستعمل مواضيع ومميزات أساسية مع بعضها.
قد تمزج لعبة جوانب عدة أنواع فيصبح تصنيفها في نوع موجود صعبا. على سبيل المثال، صعب تصينف لعبة جراند ثفت أوتو 3 باستعمال مصطلحات موجودة نظرا لمزجها إطلاق النار والقيادة وتقمص الأدوار بطريقة غير معتادة. استخدم مصطلح «شبيه جراند ثفت أوتو» لوصف الألعاب المشابهة ميكانيكيا لجراند ثفت أوتو 3. طور مصطلح روغلايك («مشابهة لروغ») بطريقة مماثلة ليصف الألعاب التي تشبه لعبة Rogue.
استعملت مكونات ألعاب تقمص الأدوار، والتي تركز علي الحكي ونمو الشخصيات، في عدة أنواع مختلفة من ألعاب الفيديو. هذا لأن إضافة قصة وتطوير الشخصيات للعبة أكشن أو لعبة استراتيجية أو لعبة ألغاز لا ينقص من أسلوب لعبها الأساسي بل يزيد إضافة غير النجاة للتجربة.

## شعيية
استنادا لبعض المحللين تنقسم النسب المئوية لكل نوع واسع في أفضل الألعاب المادية مبيعا حول العالم كالتالي.
| النوع        | Softalk 1984-1980 | VGC أفضل 100 | VGC أفضل 100 | VGC أفضل 100 | VGC أفضل 100 | VGC أفضل 100 | VGC أفضل 100 | VGC أفضل 100 | VGC أفضل 100 | ESA  |
| النوع        | Softalk 1984-1980 | 1995         | 2000         | 2005         | 2010         | 2015         | 2016         | 2017         | 2018         | ESA  |
| ------------ | ----------------- | ------------ | ------------ | ------------ | ------------ | ------------ | ------------ | ------------ | ------------ | ---- |
| أكشن         | 61                | 3            | 4            | 12           | 15           | 27           | 25           | 22           | 29           | 22.5 |
| مغامرة       | 11                | 2            | 4            | 7            | 6            | 2            | 1            | 0            | 1            | 7.8  |
| قتال         |                   | 15           | 10           | 5            | 2            | 5            | 3            | 5            | 5            | 5.8  |
| منصات        |                   | 10           | 7            | 10           | 9            | 4            | 3            | 4            | 9            |      |
| ألغاز        |                   | 9            | 2            | 6            | 1            | 0            | 0            | 1            | 1            |      |
| سباق         |                   | 6            | 6            | 13           | 8            | 5            | 4            | 6            | 6            | 3.3  |
| تقمص الأدوار | 18                | 18           | 25           | 7            | 16           | 12           | 15           | 17           | 12           | 12.9 |
| إطلاق نار    |                   | 11           | 1            | 8            | 14           | 22           | 24           | 19           | 13           | 27.5 |
| محاكاة       |                   | 6            | 7            | 5            | 0            | 4            | 4            | 0            | 2            |      |
| رياضية       |                   | 9            | 19           | 17           | 16           | 12           | 13           | 15           | 13           | 11.7 |
| استراتيجية   | 10                | 7            | 8            | 3            | 1            | 0            | 0            | 2            | 1            | 4.3  |
| متنوعة       |                   | 4            | 7            | 7            | 12           | 7            | 8            | 9            | 8            | 4.1  |

الأنواع الأكثر شعبية هي ألعاب إطلاق النار، الأكشن، تقمص الأدوار، والرياضة، مع انخفاض ألعاب المنصات والسباق في العقد الأخير. يلاحظ انخفاض بالنسبة لألعاب الألغاز أيضا عند قياسها بعدد المبيعات، لكنها لا تزال أكثر الأنواع شعبية عالميا على المحمول الذي أغلب الألعاب عليه مجانية.